# Piotr (biskup pomocniczy Kairu)
Piotr (ur. 25 lutego 1949) – duchowny Koptyjskiego Kościoła Ortodoksyjnego, od 1985 biskup pomocniczy Kairu.

## Życiorys
Święcenia kapłańskie przyjął 24 listopada 1977. Sakrę biskupią otrzymał 2 czerwca 1985 jako biskup pomocniczy Kairu.